# Leurus metallicus
Leurus metallicus là một loài tò vò trong họ Ichneumonidae.